# Dosseret

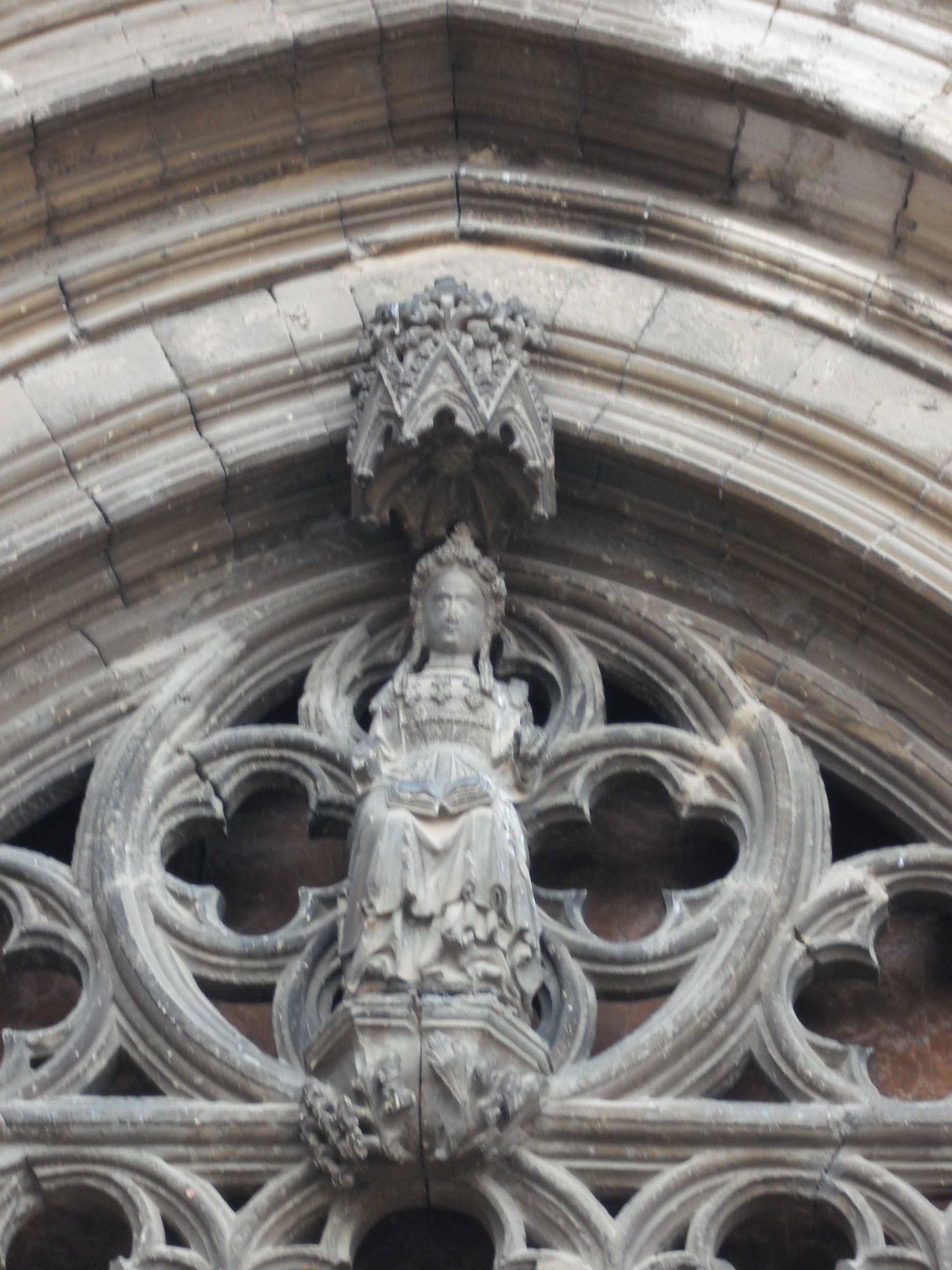
Dosseret al Portal de les Verges de Santa Maria la Major de Morella

El dosseret és un element arquitectònic decoratiu volat en forma de volta, normalment de grandària reduïda, situat horitzontalment sobre estàtues adossades a una façana o en sepulcres, utilitzat especialment en l'arquitectura gòtica.

## Generalitats
El dosseret constitueix una coberta ornamental que protegeix una imatge o un altar, etc. i generalment està fixat per un dels seus costats al mur o a l'estructura de l'edifici on es troba.
El dosseret és un element característic de l'arquitectura gòtica, després repetit novament en el període neogòtic, generalment realitzat en pedra tallada, encara que també es troba realitzat en fusta, especialment en retaules d'esglésies.
El dosseret apareix com una petita coberta de volta realitzada amb una decoració rica i detallada, rematada per pinacles segons l'estètica del gòtic. Sovint es troba a les façanes i en els brancals i trencallums de les portades.

## Galeria d'imatges
- Retaule major, Catedral de Santa Maria, Tarragona
- Timpà, Santa Maria del Mar, Barcelona
- Detall del trencallums de la Porta del Mirador, Catedral de Mallorca
- Porta dels Apòstols, Catedral de Girona
- Detall de la coronació del mainell de la porta dels Apòstols, Seu Vella de Lleida